# Gérard de Villiers
Gérard de Villiers (Parigi, 8 dicembre 1929 – Parigi, 31 ottobre 2013) è stato uno scrittore e giornalista francese. Ha venduto 150 milioni di copie delle sue opere.

## Biografia
Gérard Adam De Villiers è il figlio di Valentine Adam De Villiers e Jacques Boularan (drammaturgo conosciuto anche come Jacques Deval), un laureato della ESJ Parigi (Scuola Superiore di Giornalismo a Parigi). È l'autore della serie di romanzi di spionaggio SAS, dal 1965, che racconta le avventure del principe austriaco e agente della CIA Malko Linge. SAS è un gioco di iniziali tra "Son Altesse Sérénissime" (SAS), la versione francese di "Sua Altezza Serenissima" (SAS), e la Special Air Service (SAS), ossia le principali forze speciali dell'esercito britannico. Nel 2007 erano stati scritti 200 romanzi nella serie. 
De Villiers è ben noto per la scrittura di romanzi in sintonia con eventi contemporanei, come i conflitti o le minacce terroristiche del momento. È stato criticato per aver espresso simpatie di estrema destra quando ha dichiarato nel 1981 che vedeva eccellenti cose del Fronte Nazionale. Come risultato le sue opere vennero bandite dalla vendita nei negozi, ma venivano acquistate nelle stazioni ferroviarie e negli aeroporti, pubblicate dalla De Villiers, un'impresa dell'autore. In un articolo Bernard-Henri Lévy ammise che leggere i romanzi SAS è stato un piacere colpevole.
In Italia, molti dei suoi libri sono stati tradotti da Mario Morelli e, prima di lui, da Bruno Just Lazzari.